# Biskopspalatset, Šibenik
Biskopspalatset (kroatiska: Biskupska palača) är en kulturmärkt palats i Šibenik i Kroatien. Det uppfördes ursprungligen under 1300–1500-talet men har sedan dess om- och tillbyggts flera gånger. Nuvarande utseende härrör från omfattande rekonstruktioner under 1800-talet. Byggnaden som är biskopen av Šibeniks stifts officiella residens är belägen vid Sankt Jakobs-katedralens södra vägg i gamla stan.  

## Arkitektur
Biskopspalatset bär stildrag från gotiken och renässansen. I ombyggnationen på 1800-talet förlorade palatset sitt tidigare utseende. 
Ovanför den gotiska portalen som tillskrivs Andrija Budčić finns biskopen och rektorn Juraj Šižgorićs (cirka 1445–1509) heraldiska vapen. Portalen leder till en innergård med detaljer och delar bevarande från den äldre konstruktionen. Innergården domineras av arkader med enkla stiliserade kapitäl. På ett av kapitälen finns en relief av två män iklädda togor. Ovanför arkaden finns en staty i sten föreställande Sankt Mikael – staden Šibeniks skyddshelgon. Centralt i innergården står en brunn. En portal i renässansstil leder från innergården in i palatset.         